# Grad Vavel
Kraljevski grad Vavel (poljska izgovorjava: [ˈvavɛl]; Zamek Królewski na Wawelu) je grajska rezidenca v središču Krakova na Poljskem in prva svetovna dediščina Unesca na svetu. Zgrajen je bil na ukaz kralja Kazimirja III. Velikega  in je sestavljen iz številnih struktur iz različnih obdobij, ki stojijo okoli glavnega dvorišča v italijanskem slogu. Grad, ki je eden največjih na Poljskem, predstavlja skoraj vse evropske arhitekturne sloge srednjeveškega, renesančnega in baročnega obdobja. Kraljevi grad Vavel in hrib Vavel predstavljata zgodovinsko in kulturno najpomembnejše območje v državi.
Grad je del utrjenega arhitekturnega kompleksa, postavljenega na vrhu apnenčastega izdanka na levem bregu reke Visle, na nadmorski višini 228 metrov. Kompleks je sestavljen iz številnih zgradb velikega zgodovinskega in nacionalnega pomena, vključno z Vavelsko stolnico, kjer so bili kronani in pokopani poljski kralji. Nekatere najstarejše kamnite zgradbe v Vavlu so iz 970 -ih, poleg najzgodnejših primerov romanske in gotske arhitekture na Poljskem. Sedanji grad je bil zgrajen v 14. stoletju in se je v naslednjih sto letih razširil. Leta 1978 je bil Vavel razglašen kot prvo mesto svetovne dediščine kot del zgodovinskega središča Krakova.
Grad Vavel je že stoletja prebivališče poljskih kraljev in simbol poljske državnosti, zdaj pa je eden vodilnih umetniških muzejev v državi. Muzej, ustanovljen leta 1930, zajema deset kuratorskih oddelkov, odgovornih za zbirke slik, vključno s pomembno zbirko italijanskih renesančnih slik, grafik, kiparstva, tekstila, med njimi zbirko tapiserij Sigismunda II., porcelan in pohištvo iz obdobja. Muzej orientalske umetnosti vključuje največjo zbirko otomanskih šotorov v Evropi. S sedmimi specializiranimi konservatorskimi studii je muzej tudi pomembno središče za ohranjanje umetniških del.

## Zgodnja zgodovina
Zgodovina Vavla je že v srednjem veku globoko prepletena z zgodovino poljskih dežel in poljskih kraljevskih rodbin. Politične in dinastične napetosti, ki so privedle do vzpona Krakova kot kraljevega sedeža, so prefinjene, toda večji del srednjega veka in renesanse je bil Vavel sedež državne vlade in sejma (skupščine). Ko se je Poljsko-litovska zvezna država oblikovala in rasla, je Vavel postal sedež ene največjih in najpomembnejših evropskih držav. Ta status se je izgubil šele, ko je bila prestolnica leta 1596 preseljena v Varšavo (uradno imenovana leta 1793).
Od poznega 18. stoletja, v obdobju ko je Poljska izgubila svojo neodvisnost od tujih delitev Poljske, je Vavel postal simbol vzdržljivosti in je bil kraj za demonstracije in zborovanja Krakovčanov, ki so protestirali proti nadaljnji tuji okupaciji avstrijskega, pruskega in ruskega cesarstva. Tako pomen hriba Vavel deloma izhaja iz njegove kombinacije političnega in verskega pomena. Stolnica hrani relikvije svetega Stanislava Szczepanowskega in stoji tik ob kraljevem gradu. Hrib ima dolgo zgodovino verskih funkcij; nekateri najstarejši ohranjeni arhitekturni ostanki so Rotunda Device Marije.
Hrib v obliki horsta izvira iz miocenske dobe (pred 23–25 milijoni let) in je sestavljen iz jurskega apnenca, ki sega v oksfordsko dobo (pred 155–161 milijoni let). Ta apnenec je močno zakrasel in vsebuje veliko jam (npr. Zmajev brlog — poljsko Smocza jama). To morda pojasnjuje, zakaj se je hrib prvotno imenoval wąwel, kar v poljščini pomeni 'soteska'. Ta grapa je nekoč delila hrib. Alternativna teorija je, da beseda pomeni 'štrlina iz barja', ki je obdajalo hrib. Vendar je najnovejša teorija, da je Vavel redno nadaljevanje imena Babilon v grškem jeziku (soglasnik [B], ki mu sledi [V] / [W]).
Na griču Vavel so arheološki ostanki, ki kažejo na naselje iz 4. stoletja. Arheološke študije kažejo, da najzgodnejša naselbina sega v obdobje srednjega paleolitika, okoli  100.000 let pr. n. št. in je za svoj hiter razvoj zaslužen prehod številnih ključnih trgovskih poti. Verjame se, da je bil Vavel ena od utrdb plemena Vistulan, ki je oblikovalo narod na prelomu med 8. in 9. stoletjem našega štetja. Njegova legendarna vladarja Krakus in princesa Wanda, ki naj bi živela v 7. in 8. stoletju, omenja kronist iz 13. stoletja Wincenty Kadłubek. V 10. stoletju so dežele Vislanov in Krakov postale del nastajajoče države Poljska.
Leta 1000 je bila ustanovljena krakovska škofija, čemur je sledila gradnja stolnice - sedeža škofa. Vendar pa se zaradi nenehnega spopada s Svetim rimskim cesarstvom gradnja ni začela do podpisa miru iz Bautzena leta 1018. Od prvotne stolnice (ki jo včasih po Boleslavu I. Hrabrem imenujejo tudi Chrobrowska) in kljub obsežnim arheološkim raziskavam se je izkazalo, da je nemogoče obnoviti njeno zunanjost. Do 1980-ih so bili ostanki cerkve sv. Gereona identificirani s prvo stolnico, vendar je bila ta teorija, ki jo je podal Adolf Szyszko-Bohusz, v zadnjih raziskavah ovržena. Obstajajo tudi nedoslednosti pri datiranju uničenja prvotne stolnice. Nekateri viri to uvrščajo v čas invazije Bretislava I. Češkega v 1040-ih, drugi pa uničenje požara v 1080-ih.
Poleg stolnice je bil hrib tudi kraj drugih gradbenih del. Najzgodnejši dokazi so o lesenih konstrukcijah iz 9. stoletja, najzgodnejše kamnite zgradbe pa iz 10. in 11. stoletja; iz te dobe izvirajo ostanki naslednjih stavb: Rotunda Blažene Device Marije - verjetno s preloma 10. in 11. stoletja; cerkev B (najstarejši deli izvirajo iz 10. stoletja); cerkev sv. Gereona (verjetno palačna kapela); cerkev sv. Jurija; cerkev sv. Mihaela; štiriindvajset stebrov (morda del vojvodskega dvorca); stanovanjsko-obrambni in bivalni stolp.

### Vavelski zmaj
Iz tega zgodnjega obdobja zgodovine Vavla izvira priljubljeni in trajni poljski mit o Vavelskem zmaju. Danes se spominja na spodnjih pobočjih hriba Vavel, kjer je ob reki sodoben kovinski kip zmaja, ki bruha ogenj. Kip je postavljen pred Smoczo Jamo (Zmajev brlog), eno od apnenčastih jam, raztresenih po hribu. Zmaj Smok Vavelski je bil mistična zver, ki naj bi terorizirala lokalno skupnost, jedla njihove ovce in lokalne device, preden jo je po eni verziji junaško pokončal Krakus, legendarni poljski princ, ki naj bi ustanovil mesto Krakov in zgradil svojo palačo nad brlogom pobitega zmaja. Najstarejša znana literarna navedba Vavelskega zmaja prihaja iz 12. stoletja v delu Wincentyja Kadłubeka.

## Srednji vek

### Romanika (11.–12. stoletje)
Med leti 1038 in 1039 se je vojvoda Kazimir I. Obnovitelj vrnil na Poljsko in domneva se, da je Krakov v tem času prvič postal kraljeva rezidenca in glavno mesto Poljske.
Konec 11. stoletja so se začela gradbena dela na nadomestni stolnici, ki se danes imenuje Hermanowska, saj je verjetno njen pokrovitelj Vladislav I. Herman. Nova stolnica je bila posvečena leta 1142. O stavbi je znanega precej, ker je njena podoba vrezana na pečat kapitlja iz 13. stoletja, nekateri njeni ostanki in temelji pa so dobro ohranjeni; poleg spodnjih 12 metrov Srebrnega zvonika še cerkvena ladja kripte sv. Leonarda, rotunda ob bastijonu Ladislava IV. Madžarskega (nekoč krstilnica in rotunda ob Sandomierskem stolpu), izvirajo iz te dobe, saj tudi cerkev v bližini Zmajeve jame.
Leta 1118 je bil v kripti pokopan škof Maurus. Patena in kelih, pokopana s škofom, sta bila kasneje izkopana med naključnim odkritjem leta 1938.

#### Srebrni zvonik
Srebrni zvonik (prvotno znan kot Wikarijski ali Duhovniški stolp) je iz začetka 12. stoletja in je najstarejši izmed številnih stolpov v Vavlu. Vendar ima stolp veliko poznejših dodatkov in le 12 metrov visoko pravokotno podlago je mogoče datirati v stolnico Hermanowska iz 11. stoletja. Zvonik je bil zgrajen v zadnji četrtini 14. stoletja, stolp pa leta 1769. Stolp vsebuje tri zvonove; največji je bil narejen leta 1423, naslednji največji okoli leta 1271 in najmanjši leta 1669. V temeljih stolpa je grobnica, ki vsebuje ostanke pomembnih Poljakov iz vseh zgodovinskih obdobij. V bližnji cerkvi Sv. nadangela Mihaela in bazilika svetega škofa in mučenika Stanislava, kratko Skałka, so pokopani tudi drugi ugledneži.

### Gotika (13.–15. stoletje)

#### Vavelska stolnica
Okoli leta 1305 do 1306 je požar delno uničil stolnico Hermanowska; vendar je kronanje kralja Vladislava I. leta 1320 še vedno lahko potekalo znotraj njenih zidov. Istega leta se je po kraljevem naročilu začela gradnja tretje stolnice, posvečene leta 1364, ključni elementi te stolnice so ohranjeni danes.
Stolnična ladja je zgrajena in obdana s stranskimi kapelicami, dozidanimi v poznejših stoletjih. Najzgodnejše od teh kapel so bile zgrajene pred cerkvijo; Kapela svete Margarite je bila posvečena (danes deluje kot zakristija) leta 1322, nekaj let pa je bila kapela, kasneje znana kot kapela Báthory, dokončana. Zahodni vhod stolnice obdajata dve kapeli; ena posvečena kraljici Sofiji (zadnja žena Vladislava II. Jagiela), druga pa Svetemu križu; te so bile zgrajene v času vladavine Kazimirja IV. Jagelona (1440–1492); prvi je znan po večbarvnem obokanem stropu. Od konca 15. stoletja je bilo zgrajenih ali obnovljenih nadaljnjih devetnajst stranskih kapel.
Vladislav I. je bil prvi kralj, ki je bil pokopan v stolnici leta 1333. Njegov sarkofag iz peščenjaka je postavil njegov sin in naslednik Kazimir III. Veliki, zadnji poljski kralj iz rodbine Pjast. V stolnici so tudi grobnice Kazimirja III. in Jogaila, najdragocenejša pa je grobnica Kazimirja IV., ki jo je izklesal Veit Stoss leta 1492. Poznogotski nagrobnik Jana I. Alberta je bil izklesan v začetku 16. stoletja pripisujejo Jorgu Huberju. V stolnici so tudi spomeniki na Štefana Báthoryja in škofa Fillipa Padnievskega - oba je zasnoval Santi Gucci in tudi nagrobni kamen škofa Andrzeja Zebrzidovskega, ki ga je zasnoval Jan Mihalovič iz Urzedova. V 20. stoletju je stolnica postala kraj duhovniškega posvečenja Karola Wojtyle leta 1946 in škofovskega posvečenja leta 1958 kot krakovskega pomožnega škofa.

#### Posvetne stavbe
O prvih kraljevih rezidencah na Vavlu je malo znanega, dokler Kazimir III., ki je vladal med letoma 1333 in 1370, ob stolnici ni postavil gotskega gradu; ta je bil sestavljen iz več struktur okoli osrednjega dvorišča. V 14. stoletju sta ga obnovila kralj Vladislav II. Jagielo (znan tudi kot Jogaila) in poljska kraljica Jadviga. Stolp kokošja noga, zgrajen na treh štrlečih oporah, podobnih piščančji nogi, in Danski stolp izvirata iz obdobja njune vladavine, prav tako tudi dvorana Jadviga in Jogaila, v kateri je razstavljen poljski kronski meč (Szczerbiec).
V tem obdobju je Vavel začel dobivati današnji videz in velikost, saj so se na griču razvile nadaljnje zgradbe, ki so služile kot prostori za številne duhovnike, kraljeve uradnike, čete, služabnike in obrtnike; ta dela so vključevala obrambno obzidje, različne branike in stolpe Jordanka, Lubranka, Sandomierska, Tęczyńska, Szlachecka, Złodziejska in Panieńska.

### Renesansa in barok (16. in 17. stoletje)
Vladavina zadnjega člana rodbine Jageloncev Sigismunda I. Starejšega je bila vrhunec Vavelske usode. Po ponovnem požaru leta 1499, je med letoma 1507 do 1536 Sigismund obnovil kraljevo rezidenco.  Kralj Sigismund je del mladosti preživel na dvoru svojega brata, madžarskega in češkega kralja Vladislava v Budimu; na tem dvoru je bila majhna skupina italijanskih obrtnikov, ki so bili pionirji renesančnega gibanja, takrat malo poznanega zunaj Firenc. Tako se je Sigismund odločil za obnovo v renesančnem slogu znotraj obzidja starega gradu. Velik vpliv na kralja je imela njegova druga žena, rojena  Italijanka, Bona Sforza. Pripeljala je najboljše domače in tuje umetnike, vključno z italijanskimi arhitekti, kiparji in nemškimi dekoraterji, da so grad preuredili v čudovito renesančno palačo.
Dela na novi avantgardni palači sta sprva nadzirala dva obrtnika iz Italije: Francisco iz Firenc in Bartolommeo Berrecci, po njuni smrti pa Benedykt iz Sandomierza. Značilnost obnove so bile velike, svetle sobe, ki so se odpirale iz arkad v več etažah, obkroženih z dvoriščem. Najimenitnejša je bila bogato nameščena dvorana s kasetiranim stropom, ki ponazarja spretnost italijanskih in poljskih obrtnikov. Za okrasitev prostorov palače je Sigismund (in kasneje njegov sin) kupil več kot 350 tapiserij, skupaj znanih kot Jagelonske tapiserije; tkali so jih na Nizozemskem in Flandriji; mnoge po predlogah Michiela Coxieja.
Medtem ko arkadno dvorišče velja za lep primer renesančne umetnost, ima subtilne ekscentričnosti - namig poljske gotike v svoji obliki, strmo nagnjeno in štrlečo streho (potrebno v severnem podnebju), protiutež naraščajočemu učinku, ki ga ustvarja zgornja arkada višja od tistih spodaj (značilnost neznana v Italiji), in daje dvorišču edinstven poljski renesančni videz. Dodatna višina zgornje arkade je resnično nenavadna, saj nakazuje in postavlja piano nobile v tretje nadstropje, medtem ko ga pravila italijanske renesančne arhitekture postavljajo v drugo nadstropje; spet to kaže, da čeprav so oblikovanje navdihnili Italijani, poljska umetniška in kulturna tradicija pri izvedbi ni ugasnila.
Po požaru leta 1595, ko je zagorel severovzhodni del gradu, se je kralj Sigismund III. Vasa odločil, da ga bodo obnovili z deli, ki jih je izvedel italijanski arhitekt Giovanni Trevano. Iz tega obdobja izvirajo Senatorske stopnice in kamin v Ptičji sobi. Vendar pa je grad še vedno ohranil veliko prejšnje notranjosti, ki jih je zasnoval Berrecci. Medtem ko so bili številni deli spremenjeni zaradi zanemarjanja, vojne škode in po drugi svetovni vojni zaradi pretirane obnove, je duh Berreccijevih renesančnih idealov, pomešan z gotskimi motivi lokalnih obrtnikov, še vedno ostal. Dvorana veleposlanikov še vedno ohranja velik del lesene rezbarije, najbolj opazen pa je kasetiran strop s tridesetimi gotskimi izrezljanimi glavami Sebastiana Tauerbacha.
V 17. stoletju je Vavel postal pomembna obrambna točka in je bil posodobljen in močno utrjen. Kasneje prenos moči v Varšavo ni spremenil simbolične vloge in pomena Vavelske stolnice, ki je bila še vedno kraj kraljevskih kronanj.
V tem obdobju so bile v stolnici uvedene številne spremembe - prenovljen je bil glavni oltar, povišan je bil križni hodnik in zgrajeno svetišče svetega Stanislava (marmornat oltar in srebrna krsta) ter kapela Vasa. Postavljena so bila tudi baročna spominska obeležja, med drugim grobnice škofov Marcina Szyszkowskega, Piotra Gembickega, Jana Małachowskega, Kazimierza Lubieńskega ter kraljev Mihaela I. in Jana III. Sobieskega.

### Sigismundova kapela
Leta 1517 se je začela 16 let dolga gradnja druge kapele ob stolnici. Sigismundova kapela (Kaplica Zygmuntowska) naj bi služila kot mavzolej zadnjih članov rodbine Jageloncev. Kasneje, na prelomu 16. stoletja, so v nišo, ki jo je oblikoval Francesco Fiorentino, postavili spominsko ploščo Janu I. Albertu; to velja za prvo renesančno umetniško delo na Poljskem. Med drugimi spomeniki iz tega obdobja so spomenik  kardinala Frederica Jagelonca in škofov Piotra Gamrata, Piotra Tomickega, Jana Konarskega, Jana Chojeńskega in Samuela Maciejowskega.
Kapela velja za enega najpomembnejših primerov arhitekture v Krakovu, številni umetnostni zgodovinarji so jo označili za »najlepši primer toskanske renesanse severno od Alp«. Kapelo je financiral kralj Sigismund, zasnoval jo je Bartolomeo Berrecci. Ima kvadratno podlago z zlato kupolo, v njej so grobnice njenega ustanovitelja, poljskega kralja Sigismunda II. Avgusta in kraljice Ane. Zasnovo notranjih skulptur, štukatur in slik so izvedli nekateri najbolj priznani umetniki te dobe, med njimi Santi Gucci, Hermann Vischer in sam arhitekt Georg Pencz.

### Sigismundov zvonik
Leta 1520 je bil ulit kraljevi Sigismundov zvon, ki ga je izdelal Hans Behem v bronu; je največji od petih zvonov, ki visijo v Sigismundovem stolpu in je bil poimenovan v čast kralja Sigismunda I. Starejšega. Tehta skoraj 13 ton in za njegovo uporabo potrebuje 12 zvonarjev. Zvoni le ob posebnih priložnostih (v sodobnem času so to bili dogodki, kot so smrt Józefa Pilsudskega, smrt Bolesława Bieruta, izvolitev Karola Wojtyle za papeža, vstop Poljske v EU) , večinoma verski in državni prazniki in velja za enega državnih simbolov države. Danes ga krakovski škofje uporabljajo precej pogosto, kar zmanjšuje pomen Sigismundovega zvona. Obešanje zvona je predmet slike Obešanje Sigismundovega zvona v stolničnem stolpu leta 1521 v Krakovu slikarja Jana Matejka.

## 18. in 19. stoletje
18. in 19. stoletje naj bi bilo za Vavel obdobje propada in nesreč. Propad se je začel že leta 1609, ko se je kralj Sigismund III. za stalno preselil v Varšavo. Kljub zaskrbljenosti zaporednih guvernerjev so grad in njegove stavbe začeli propadati, kar je bilo deloma posledica zasedbe Švedov med letoma 1655–1657 in znova leta 1702.
Propad se je drastično poslabšal, ko je leta 1794 pruska vojska zasedla hrib; v tem času so bile kraljeve insignije izropane (razen poljskega kronanskega meča) in odpeljane v Berlin, kjer so jih stopili zaradi zlata, dragih dragih kamnov in biserov, ki so jih predali Direktoratu za pomorsko trgovino v Berlinu.
Po tretji delitvi Poljske (1795) je Vavel padel pod avstrijsko oblast. Avstrijski vojaki so hrib preuredili v vojašnico in posledično je prišlo do velikega uničenja in spreminjanja: renesančne arkade dvorišča so bile zazidane, notranjost gradu spremenjena in deli stavb porušeni; med uničenimi stavbami sta bili cerkvi sv. Mihaela in sv. Jurija.
Po neuspešni krakovski vstaji in padcu Krakovske republike so na hribu zgradili tri velike stavbe, v katerih je bila vojaška bolnišnica. V drugi polovici 19. stoletja so Avstrijci obnovili obrambno obzidje in postali del razširjenega krakovskega utrdbenega sistema (narejena sta bila dva nova kaponirja). Hkrati so Poljaki poskušali ponovno zavzeti hrib.
Leta 1815 je bil v Vavelski stolnici pogreb kneza Józefa Poniatowskega. Od tega dogodka so v stolnici pokopavali tudi narodne heroje; pred tem so bila tam pokopana le telesa monarhov. Leta 1818 so v kripti svetega Leonarda pokopali truplo narodnega heroja Tadeusza Kościuszka. Med rekonstrukcijo kapele Potocki v klasicističnem slogu je bil v kapeli postavljen kip princa Arthurja Potockega, danskega kiparja Bertela Thorvaldsena. Drugo delo Thorvaldsena je bilo postavljeno v kapelo kraljice Sofije.
Leta 1869 so zaradi nenamernega odprtja krste kralja Kazimirja III. izvedli drugi pogreb. Posledično je bila sprejeta pobuda za obnovo grobišč drugih monarhov v stolnici. Podzemne kripte so bile povezane s predori, sarkofagi so bili očiščeni in prenovljeni ter financirani novi. Avstrijski cesar Franc Jožef I. je plačal sarkofag kralju Mihaelu, katerega žena je bila iz hiše Habsburg.

## 20. in 21. stoletje
Leta 1905 je avstrijski cesar Franc Jožef I. v vlogi kralja Galicije in Lodomerije ukazal svojim četam, naj zapustijo Vavel. Avstrijski umik je dovolil začetek restavratorskih del, ki sta jih vodila Zygmunt Hendel in Adolf Szyszko-Bohusz. Med prenovo so odkrili Rotundo Device Marije in druge pomembne relikvije preteklosti. Prenova Vavelskega hriba se je financirala z javnimi prispevki. Imena darovalcev so bila zapisana na opekah, ki so jih uporabljali za zidanje v bližini grajskih severnih vrat. V tem času so zgradili Vrata grba in v bližini postavili kip Tadeusza Kościuszka.
Med letoma 1902 in 1904 je Włodzimierz Tetmajer okrasil stene kapele kraljice Sofije s slikami, ki prikazujejo poljske svetnike in narodne heroje.
Józef Mehoffer je poslikal freske v oboku stolnice in ustvaril vitraje v kapeli sv. Križa ter slike v kapeli Szafrańcy. Mehoffer je odgovoren tudi za vitraje v transeptu, ki prikazujejo Trpljenje Kristusa in Device Marije.
Med dvajsetimi leti neodvisnosti Poljske po prvi svetovni vojni so poljske oblasti sklenile, da bo grad Vavel reprezentativna zgradba Poljske republike in da ga bo guverner države uporabljal kot uradno rezidenco; to stališče se je še okrepilo, ko je leta 1921 poljski parlament sprejel resolucijo, s katero je Vavel dobil uradni status rezidence poljskega predsednika. Neodvisni poljski organi niso izdali nobenih pravnih aktov, ki bi uredili to resolucijo (razen odločitve Stalinističnega državnega državnega sveta (KRN) o spremembi gradu Vavel v muzej).
Leta 1921 je bil na obzidju kralja Vladislava IV. Vase na severni strani postavljen kip Tadeusza Kościuszka, ki sta ga oblikovala Leandro Marconi in Antoni Popiel.
Leta 1925 je bil del znamenitega stolpa gradu Vavel vključen v znameniti čikaški Tribune Tower. Nahaja se v niši nad zgornjim levim vogalom glavnega vhoda; je vizualni poklon poljskem prebivalstvu v Chicagu, največji tovrstni prisotnosti zunaj Republike Poljske.
Tradicija pokopavanja pomembnega poljskega državljana v stolnici se nadaljuje tudi v 21. stoletju: leta 1927 so v stolnico prinesli pepel romantičnega pesnika Juliusza Słowackega, deset let kasneje državnika in nekdanjega vodjo Druge poljske republike, maršala Józefa Piłsudskega, ki je bil pokopan v oboku pod Srebrnim stolpom in leta 1993 so bili posmrtni ostanki vojskovodje iz druge svetovne vojne Władysława Sikorskega končno vrnjeni na Poljsko in pokopani v kripti. V zadnjem času so bila telesa predsednika Lecha Kaczyńskega in njegove žene pokopana v sarkofagu, v predprostoru pod Srebrnim zvonikom.
Med drugo svetovno vojno, ko je Poljsko zasedla nacistična Nemčija, je bil grad Vavel rezidenca generalnega guvernerja Hansa Franka, kasneje  usmrčenega kot nemškega nacističnega vojnega zločinca; med njegovim despotskim režimom je bil Rafaelov Portret mladeniča (1513–14), del zbirke Czartoryskih, odstranjen iz Vavla in do danes še ni bil vrnjen na Poljsko. Tudi številne tapiserije so izginile neznano kam; vendar je bilo 150 tapiserij, ki so skupaj z mnogimi drugimi zakladi Vavla preživele vojna leta v Kanadi, vrnjene v grad, danes del narodne umetniške zbirke kraljevskega gradu Vavel, ki je na ogled javnosti z neštetimi umetniškimi zakladi in predmeti zgodovinskega poljskega pomena.

### Janeza Pavla II. Muzej vavelske stolnice
V nekdanji stolnicni hiši iz 14. stoletja, v senci Srebrnega zvonika, med Vrati Vasa in nekdanjim klerikalnim semeniščem, je danes Muzej stolnice Janeza Pavla II.. Leta 1978 ga je odprl krakovski nadškof in kardinal Karol Wojtyła (kasneje papež Janez Pavel II.) in prikazuje številne zgodovinske poljske predmete, tako duhovne kot časovne, ki so bili prej v zakladnici stolnice.

## Zakladnica in orožarna
Kronska zakladnica, ki je v zgodovinskih gotskih sobah, ki so bile od 15. stoletja uporabljene za shranjevanje poljskih kronskih insignij in kronskih draguljev, predstavlja neprecenljive predmete iz nekdanje zakladnice, ki so preživeli ropanje, med njimi tudi spominke poljskih monarhov, vključno s člani njihove družine in uglednih osebnosti, kot sta klobuk in meč, ki ga je Jan III. Sobieski dobil od papeža po bitki na Dunaju, pa tudi kronski meč Szczerbiec.
Februarja 2021 je Madžarska na Poljsko uradno vrnila unikatni otroški oklep iz 16. stoletja, ki je pripadal poljskemu kralju Sigismundu Avgustu in se hrani v zbirkah gradu Vavel. Od prve svetovne vojne je bil v Muzeju likovnih umetnosti v Budimpešti, kamor so ga pomotoma prenesli.

## Galerija
- Kompleks gradu Vavel
- Lesorez gradu Wawel leta 1617
- Grad, viden z mostu Dębnicki
- Kripta sv. Leonarda pod gradom Vavel
- Kraljevi grad Vavel z avenije Vistulan
- Sveti Feliks in del Rotunde, 10. 11. stoletje
- Notranje renesančno dvorišče iz 16. stoletja
- Kraljevi grajski kompleks Vavel
- Stolnični muzej
- Župnijska hiša
- Grad Vavel
- Vrtovi kraljice Bone Sforze (1536)
- Kraljevi vrtovi
- Pogled z vrtov Arheološkega muzeja

- Umetniška dela
- Szczerbiec, kronanski meč poljskih monarhov
- Otroški oklep Sigismunda Avgusta, 1533
- Jupiter, Merkur in krepost, Dosso Dossi, 1524, je ena najdragocenejših slik v zbirki..
- Portret Vladislava IV. Vasa, 1624, Peter Paul Rubens
- Kristus blagoslovi otroke, 1537, Lucas Cranach starejši
- Madona in otrok z angeli, 1475, Sandro Botticelli
- Ugrabitev Sabink, 19. st., Eugène Delacroix
- Poklon otroku, ok. 1490, Domenico Ghirlandaio
- Alegorija slikarstva , 17. st., Guercino
- Detajl Ris in samorog, tapiserija, tkana v Bruslju po zasnovi Michiela Coxieja, približno 1550
- Sveta družina, 16. stoletje, Paolo Veronese
- Oznanjenje , ok.1725, Giovanni Battista Tiepolo
- Sveta družina , 1540, Jan Sanders van Hemessen
- Do pomladi, 1899, Henryk Siemiradzki